# Basavana Halli, Somvarpet
Basavana Halli là một làng thuộc tehsil Somvarpet, huyện Kodagu, bang Karnataka, Ấn Độ.